# 조주청
조주청(1945년 8월 15일 ~ )은 대한민국 만화가이자 여행 작가이다. 한때 30여 개 매체에 여행기를 연재한 적도 있는 대한민국 여행 작가의 1세대이다.
1945년 경상북도 안동군 (現:안동시)에서 태어났으며 연세대학교를 졸업하였다. 대졸 후 전선회사 직원으로 취직하였고 안동에서 호텔을 운영하였다가 1981년 조선일보의 레져잡지 월간 산에 독자만화 투고를 통해 만화가로 데뷔하였다. 풍자적이고 익살스런 그림체가 인상적이며 현재 월간조선에 경제만평을 연재하고 있다. 만화 이외에도 세계여행을 다니는 여행가로도 통하며 서울 삼청동에 '청청공방' 을 두고있다.